# Euippe phalarota
Euippe phalarota är en fjärilsart som beskrevs av Swinhoe 1902. Euippe phalarota ingår i släktet Euippe och familjen mätare. Inga underarter finns listade i Catalogue of Life.